# Naissance en janvier 1886
Naissance
- 1882
- 1883
- 1884
- 1885
- 1886
- 1887
- 1888
- 1889
- 1890

| Date        | Nom                               | Pays                                        | Activités | Âge de décès (si applicable) | Source |
| ----------- | --------------------------------- | ------------------------------------------- | --- | ---------------------------- | ------ |
| 1er janvier | Frantz Adam                       | Drapeau de la France                        | Psychiatre et photographe français. | 82                           |        |
| 1er janvier | Alfonso Albéniz                   | Drapeau de l'Espagne                        | Footballeur et diplomate espagnol. | 55                           |        |
| 1er janvier | Fatix Ämirxan                     | Drapeau de l'URSS                           | Éditeur et écrivain soviétique. | 40                           |        |
| 1er janvier | Sam Benson                        | Drapeau des États-Unis                      | Costumier américain. | 71                           |        |
| 1er janvier | Marthe Hanau                      | Drapeau de la France                        | Femme d'affaires française. | 49                           |        |
| 1er janvier | Ethel Carnie Holdsworth           | Drapeau du Royaume-Uni                      | Écrivaine britannique. | 76                           |        |
| 1er janvier | Olivier Maurault                  | Drapeau du Canada                           | Historien et prêtre canadien. | 82                           |        |
| 1er janvier | Garéguine Njdeh                   | Drapeau de l'URSS                           | Philosophe et homme politique arménien.                                                                                                   | 69                           |        |
| 1er janvier | William Redmond                   | Drapeau de l'Irlande                        | Homme politique britannique puis irlandais.                                                                                               | 46                           |        |
| 1er janvier | Kinoshita Rigen                   | Drapeau du Japon                            | Poète japonais. | 39                           |        |
| 1er janvier | Willard Robertson                 | Drapeau des États-Unis                      | Acteur américain. | 62                           |        |
| 2 janvier   | Apsley Cherry-Garrard             | Drapeau du Royaume-Uni                      | Explorateur polaire britannique. | 73                           |        |
| 2 janvier   | Albert Féquant                    | Drapeau de la France                        | Aviateur français. | 29                           |        |
| 2 janvier   | Jean Lacassagne                   | Drapeau de la France                        | Médecin français. | 73/74                        |        |
| 2 janvier   | Florence Lawrence                 | Drapeau du Canada                           | Actrice canadienne. | 52                           |        |
| 2 janvier   | Elise Ottesen-Jensen              | Drapeau de la Suède                         | Journaliste suédoise. | 87                           |        |
| 2 janvier   | Mabel Philipson                   | Drapeau du Royaume-Uni                      | Actrice et femme politique britannique.                                                                                                   | 65                           |        |
| 2 janvier   | Lupu Pick                         | Drapeau de l'Allemagne                      | Acteur, réalisateur, scénariste et producteur allemand.                                                                                   | 45                           |        |
| 2 janvier   | Carl-Heinrich von Stülpnagel      | Drapeau de l'Allemagne                      | Général allemand. | 58                           |        |
| 2 janvier   | Lazar Zalkind                     | Drapeau de l'URSS                           | Problémiste soviétique. | 59                           |        |
| 3 janvier   | Jean Angeli                       | Drapeau de la France                        | Écrivain français. | 29                           |        |
| 3 janvier   | Geneviève Fauconnier              | Drapeau de la France                        | Écrivaine française. | 83                           |        |
| 3 janvier   | Ion Grămadă                       | Drapeau de la Roumanie                      | Écrivain, historien et journaliste roumain.                                                                                               | 31                           |        |
| 3 janvier   | John Gould Fletcher               | Drapeau des États-Unis                      | Écrivain et poète américain. | 64                           |        |
| 3 janvier   | Arthur Mailey                     | Drapeau de l'Australie                      | Joueur de cricket australien. | 81                           |        |
| 3 janvier   | Grigori Néouïmine                 | Drapeau de l'URSS                           | Astronome soviétique. | 60                           |        |
| 3 janvier   | Greta Prozor                      |                                             | Comédienne et professeur d'art dramatique.                                                                                                | 92                           |        |
| 4 janvier   | Jeanne L. Gauzy                   | Drapeau de la France                        | Peintre française. | 82                           |        |
| 4 janvier   | Armand Guerra                     | Drapeau de l'Espagne                        | Scénariste, écrivain et anarchiste espagnol.                                                                                              | 53                           |        |
| 4 janvier   | Fritz Haas                        | Drapeau des États-Unis                      | Malacologiste américain, d'origine allemande.                                                                                             | 83                           |        |
| 4 janvier   | Torsten Kumfeldt                  | Drapeau de la Suède                         | Joueur de water-polo suédois, médaillé d'argent aux Jeux olympiques de 1912 et médaillé de bronze aux Jeux olympiques de 1908 et de 1920. | 80                           |        |
| 4 janvier   | Mariano Latorre                   | Drapeau du Chili                            | Écrivain chilien. | 69                           |        |
| 4 janvier   | Léo Wanner                        | Drapeau de la France                        | Journaliste et militante française. | 55                           |        |
| 4 janvier   | James Park Woods                  | Drapeau de l'Australie                      | Militaire australien. | 77                           |        |
| 5 janvier   | Paul Bellemain                    | Drapeau de la France                        | Architecte français. | 67                           |        |
| 5 janvier   | Koichi Kawai                      | Drapeau du Japon                            | Homme d'affaires japonais. | 69                           |        |
| 5 janvier   | Renato Paresce                    | Drapeau de l'Italie                         | Peintre italien. | 51                           |        |
| 5 janvier   | Markus Reiner                     | Drapeau d’Israël                            | Ingénieur israélien. | 90                           |        |
| 6 janvier   | Erik Bergström                    | Drapeau de la Suède                         | Footballeur suédois. | 80                           |        |
| 6 janvier   | Gordon Campbell                   | Drapeau du Royaume-Uni                      | Vice-amiral et homme politique britannique.                                                                                               | 67                           |        |
| 6 janvier   | Klara Caro                        | Drapeau de l'Allemagne                      | Féministe allemande. | 93                           |        |
| 6 janvier   | Jacques Guilhène                  | Drapeau de la France                        | Acteur français. | 50                           |        |
| 6 janvier   | Edwin Ray Guthrie                 | Drapeau des États-Unis                      | Psychologue et professeur d'université américain.                                                                                         | 73                           |        |
| 6 janvier   | Bruno Leuzinger                   | Drapeau de la Suisse                        | Joueur de hockey sur glace suisse. | 66                           |        |
| 7 janvier   | René Buzelin                      | Drapeau de la France                        | Journaliste français. | 83                           |        |
| 7 janvier   | Neville William Cayley            | Drapeau de l'Australie                      | Ornithologue australien. | 64                           | (en)   |
| 7 janvier   | Amedeo Maiuri                     | Drapeau de l'Italie                         | Archéologue italien. | 77                           |        |
| 7 janvier   | Alphonse Neyens                   | Drapeau du Luxembourg                       | Homme politique luxembourgois. | 85                           |        |
| 7 janvier   | Jeanne Thieffry                   | Drapeau de la France                        | Compositrice et pianiste française. | 83/84                        |        |
| 7 janvier   | Fritz Zeckendorf                  | Drapeau de l'Allemagne                      | Scénariste allemand. | 57                           |        |
| 8 janvier   | Paul-Émile Bigeard                | Drapeau de la France                        | Sculpteur français. | 69                           |        |
| 8 janvier   | René Carmille                     | Drapeau de la France                        | Polytechnicien français et créateur du Service national des statistiques.                                                                 | 59                           |        |
| 8 janvier   | William Coales                    | Drapeau du Royaume-Uni                      | Athlète britannique, médaillé d'or aux Jeux olympiques de 1908.                                                                           | 74                           |        |
| 8 janvier   | Hrand Nazariantz                  | Drapeau de l'Italie                         | Écrivain et poète arménien naturalisé italien.                                                                                            | 76                           |        |
| 8 janvier   | Lowell Reed                       | Drapeau des États-Unis                      | Scientifique américain. | 80                           |        |
| 9 janvier   | Anatole Ferrant                   | Drapeau de la France                        | Homme politique français. | 86                           |        |
| 9 janvier   | Bernard Gorcey                    | Drapeau des États-Unis                      | Acteur américain. | 69                           |        |
| 9 janvier   | Arthur Kronfeld                   | Drapeau de l'Allemagne                      | Psychiatre allemand. | 55                           |        |
| 9 janvier   | Lloyd Loar                        | Drapeau des États-Unis                      | Luthier américain. | 57                           |        |
| 9 janvier   | Lucie Paul-Margueritte            | Drapeau de la France                        | Écrivaine française. | 69                           |        |
| 9 janvier   | Ida Rosenthal                     | Drapeau des États-Unis                      | Femme d'affaires américaine. | 87                           |        |
| 9 janvier   | Georges Stimart                   | Drapeau de la Belgique                      | Peintre belge. | 65                           |        |
| 9 janvier   | João Suassuna                     | Drapeau du Brésil                           | Homme politique brésilien. | 44                           |        |
| 10 janvier  | Aita Donostia                     | Drapeau de l'Espagne                        | Prêtre et musicien espagnol. | 70                           |        |
| 10 janvier  | Assar Hadding                     | Drapeau de la Suède                         | Géologue suédois. | 76                           |        |
| 10 janvier  | John Mathai                       | Drapeau de l'Inde                           | Homme politique indien. | 73                           |        |
| 10 janvier  | Nadejda Oudaltsova                | Drapeau de l'URSS                           | Artiste russe puis soviétique. | 75                           |        |
| 10 janvier  | Roman von Ungern-Sternberg        | Drapeau de l'Empire russe                   | Militaire russe. | 35                           |        |
| 11 janvier  | Joseph Jean Bougie                | Drapeau du Canada                           | Hockeyeur sur glace canadien. | 31                           |        |
| 11 janvier  | Virginia Brooks                   | Drapeau des États-Unis                      | Suffragette et écrivaine américaine. | 43                           |        |
| 11 janvier  | Henri Cazalet                     | Drapeau de la France                        | Homme politique français. | 58                           |        |
| 11 janvier  | Chester Conklin                   | Drapeau des États-Unis                      | Acteur américain. | 85                           |        |
| 11 janvier  | Frederick Koolhoven               | Drapeau des Pays-Bas                        | Pionnier et constructeur aéronautique néerlandais.                                                                                        | 60                           |        |
| 11 janvier  | Gabrielle Lévy                    | Drapeau de la France                        | Neurologue française. | 48                           |        |
| 11 janvier  | Jean-Jacques Liabeuf              | Drapeau de la France                        | Cordonnier et condamné française. | 24                           |        |
| 11 janvier  | Elsa Rendschmidt                  | Drapeau de l'Allemagne                      | Patineuse artistique allemande. | 83                           |        |
| 11 janvier  | Warner Richmond                   | Drapeau des États-Unis                      | Acteur américain. | 62                           |        |
| 11 janvier  | Geneviève Rostan                  | Drapeau de la France                        | Illustratrice et graveuse française. | 88                           |        |
| 11 janvier  | Langdon West                      | Drapeau des États-Unis                      | Réalisateur américain. | 61                           |        |
| 11 janvier  | George Zucco                      | Drapeau du Royaume-Uni                      | Acteur et metteur en scène britannique.                                                                                                   | 74                           |        |
| 12 janvier  | Nellie Sengupta                   | Drapeau de l'Inde                           | Femme politique indienne d'origine britannique.                                                                                           | 87                           |        |
| 12 janvier  | Norihiro Yasue                    | Drapeau du Japon                            | Militaire japonais. | 64                           |        |
| 13 janvier  | André François                    | Drapeau de la France                        | Footballeur français. | 29                           |        |
| 13 janvier  | Isa Jeynevald                     | Drapeau de la France                        | Cantatrice français. | 81                           |        |
| 13 janvier  | Michel Temporal                   | Drapeau de la France                        | Médecin militaire français. | 58                           |        |
| 14 janvier  | Clara Beranger                    | Drapeau des États-Unis                      | Scénariste américaine. | 70                           |        |
| 14 janvier  | Hugh Lofting                      | Drapeau du Royaume-Uni                      | Écrivain britannique. | 61                           |        |
| 14 janvier  | Adolf Steinmetz                   | Drapeau de l'Allemagne                      | Ingénieur et homme politique allemand. | 32/33                        |        |
| 15 janvier  | Madeleine Sharps Buchanan         | Drapeau des États-Unis                      | Écrivaine américaine. | 54                           |        |
| 15 janvier  | Clarence Decatur Howe             | Drapeau du Canada                           | Homme politique canadien. | 74                           |        |
| 15 janvier  | Jenő Károly                       | Drapeau de la Hongrie                       | Footballeur et entraîneur hongrois. | 40                           |        |
| 15 janvier  | Adolphe Le Gualès de Mézaubran    | Drapeau de la France                        | Résistant et homme politique français. | 58                           |        |
| 16 janvier  | George Bowyer                     | Drapeau du Royaume-Uni                      | Homme politique britannique. | 62                           |        |
| 16 janvier  | Louisa Durrell                    | Drapeau du Royaume-Uni                      | Mère de Lawrence Durrell, de Gerald Durrell et de Margaret Durrell.                                                                       | 78                           |        |
| 16 janvier  | Martin Faust                      | Drapeau des États-Unis                      | Acteur et réalisateur américain. | 57                           |        |
| 16 janvier  | Karl Vollbrecht                   | Drapeau de l'Allemagne                      | Chef décorateur allemand. | 86                           |        |
| 17 janvier  | Johan Ankerstjerne                | Drapeau du Danemark                         | Directeur de la photographie danois. | 73                           |        |
| 17 janvier  | Ronald Firbank                    | Drapeau du Royaume-Uni                      | Écrivain britannique. | 40                           |        |
| 17 janvier  | Glenn Luther Martin               | Drapeau des États-Unis                      | Homme d'affaires et pilote américain. | 69                           | (en)   |
| 18 janvier  | Jeanne Demons                     | Drapeau du Canada                           | Actrice canadienne. | 72                           |        |
| 18 janvier  | Ștefan Dimitrescu                 | Drapeau de la Roumanie                      | Peintre et dessinateur roumain. | 47                           |        |
| 18 janvier  | Alexandre Drankov                 | Drapeau de l'URSS                           | Photographe et réalisateur russe puis soviétique.                                                                                         | 62                           |        |
| 18 janvier  | Muhammad Loutfi Goumah            | Drapeau de l'Égypte                         | Écrivain égyptien. | 67                           |        |
| 18 janvier  | Sōichi Kakeya                     | Drapeau du Japon                            | Mathématicien japonais. | 60                           |        |
| 19 janvier  | Léon Gontier                      | Drapeau de la France                        | Militant socialiste et résistant français.                                                                                                | 58                           |        |
| 19 janvier  | Maxime de Margerie                | Drapeau de la France                        | Banquier français. | 88                           |        |
| 19 janvier  | Misak Metsarents                  | Drapeau de l'Empire ottoman                 | Poète arménien. | 22                           |        |
| 19 janvier  | Giuseppe Santhià                  | Drapeau de l'Italie                         | Coureur cycliste italien. | 92                           |        |
| 19 janvier  | William Whiteman Carlton Topley   | Drapeau du Royaume-Uni                      | Bactériologiste britannique. | 58                           |        |
| 20 janvier  | Albert Hermann                    | Drapeau de l'Allemagne                      | Archéologue et géographe allemand. | 59                           |        |
| 20 janvier  | Josef Hofbauer                    | Drapeau de l'Allemagne                      | Écrivain et journaliste allemand. | 62                           |        |
| 20 janvier  | Jiang Menglin                     | Drapeau de la République populaire de Chine | Professeur, écrivain et homme politique chinois.                                                                                          | 78                           |        |
| 20 janvier  | Maurice de La Fuye                | Drapeau de la France                        | Historien français. | 90                           |        |
| 20 janvier  | Israël Leizer Karp                | Drapeau de la Pologne                       | Premier fusillé au camp de Souge. | 54                           |        |
| 20 janvier  | Aileen Manning                    | Drapeau des États-Unis                      | Actrice américain. | 60                           |        |
| 20 janvier  | Gabriele Santini                  | Drapeau de l'Italie                         | Chef d'orchestre italien. | 78                           |        |
| 20 janvier  | Shi Nenghai                       | Drapeau de la République populaire de Chine | Moine bouddhiste chinois. | 80                           |        |
| 21 janvier  | Violet Aitken                     | Drapeau du Royaume-Uni                      | Journaliste et suffragette britannique.                                                                                                   | 101                          | (en)   |
| 21 janvier  | Gaston Bonnaure                   | Drapeau de la France                        | Homme politique français. | 56                           |        |
| 21 janvier  | Pierre-Marie Gaurand              | Drapeau de la France                        | Homme politique français. | 57                           |        |
| 21 janvier  | Marcel Lehuédé                    | Drapeau de la France                        | Sculpteur français. | 32                           |        |
| 21 janvier  | Gustave Sap                       | Drapeau de la Belgique                      | Homme politique belge. | 54                           |        |
| 21 janvier  | Léon Sasportas                    | Drapeau de la France                        | Médecin et ethnologue français. | 62                           |        |
| 21 janvier  | John M. Stahl                     | Drapeau des États-Unis                      | Réalisateur américain. | 63                           |        |
| 22 janvier  | Piotr Boutchkine                  | Drapeau de l'URSS                           | Peintre russe puis soviétique. | 79                           |        |
| 22 janvier  | John J. Becker                    | Drapeau des États-Unis                      | Compositeur américain. | 74                           |        |
| 22 janvier  | André Frey                        | Drapeau de la France                        | Aviateur français. | 26                           |        |
| 22 janvier  | Edna Gladney                      | Drapeau des États-Unis                      | Militante américaine. | 75                           |        |
| 22 janvier  | Robert Hennet                     | Drapeau de la Belgique                      | Escrimeur belge. | 43/44                        |        |
| 22 janvier  | Isabel Paterson                   | Drapeau des États-Unis                      | Philosophe canado-américaine. | 74                           |        |
| 23 janvier  | Renzo Dalmazzo                    | Drapeau de l'Italie                         | Militaire italien. | 73                           |        |
| 23 janvier  | Halvard Olsen                     | Drapeau de la Norvège                       | Homme politique norvégien. | 80                           |        |
| 24 janvier  | Pierre Boven                      | Drapeau de la Suisse                        | Juriste, botaniste et ornithologue suisse.                                                                                                | 82                           |        |
| 24 janvier  | Henry King                        | Drapeau des États-Unis                      | Réalisateur américain. | 96                           |        |
| 24 janvier  | Ernest Langrogne                  | Drapeau de la France                        | Ingénieur et chef d'entreprise français.                                                                                                  | 81                           |        |
| 25 janvier  | Helen Benson                      | Drapeau de la Nouvelle-Zélande              | Universitaire néo-zélandaise. | 78                           |        |
| 25 janvier  | Henri Edebau                      | Drapeau de la Belgique                      | Homme politique belge. | 77                           |        |
| 25 janvier  | Wilhelm Furtwängler               | Drapeau de l'Allemagne                      | Chef d'orchestre allemand. | 68                           |        |
| 25 janvier  | Jeanne Matthey                    | Drapeau de la France                        | Joueuse de tennis française. | 94                           |        |
| 25 janvier  | Emilio Petacci                    | Drapeau de l'Italie                         | Acteur italien. | 79                           |        |
| 25 janvier  | Willie Smith                      | Drapeau du Royaume-Uni                      | Joueur de snooker britannique. | 96                           |        |
| 26 janvier  | Louis Bernard                     | Drapeau de la France                        | Homme politique français. | 70                           |        |
| 26 janvier  | Jean Collet                       | Drapeau de la France                        | Peintre français. | 88                           |        |
| 26 janvier  | Charles Forget                    | Drapeau de la France                        | Peintre et graveur français. | 74                           |        |
| 26 janvier  | Albert Marteaux                   | Drapeau de la Belgique                      | Homme politique belge. | 63                           |        |
| 26 janvier  | Fidel Pagés                       | Drapeau de l'Espagne                        | Médecin espagnol. | 37                           |        |
| 26 janvier  | Victor Regnart                    | Drapeau de la Belgique                      | Peintre belge. | 78                           |        |
| 26 janvier  | Hermann Schubert                  | Drapeau de l'Allemagne                      | Homme politique allemand. | 52                           |        |
| 27 janvier  | Olin Downes                       | Drapeau des États-Unis                      | Critique musical et musicologue américain.                                                                                                | 69                           |        |
| 27 janvier  | John Hein                         | Drapeau des États-Unis                      | Lutteur américain. | 77                           |        |
| 27 janvier  | Frank Nitti                       | Drapeau des États-Unis                      | Gangster italo-américain. | 57                           |        |
| 27 janvier  | Radhabinod Pal                    | Drapeau de l'Inde                           | Juriste indien. | 80                           |        |
| 28 janvier  | Marthe Bibesco                    | Drapeau de la Roumanie                      | Écrivaine franco-roumaine. | 87                           |        |
| 28 janvier  | Laure Bruni                       | Drapeau de la France                        | Peintre française. | 89                           |        |
| 28 janvier  | Robert Leroy Cochran              | Drapeau des États-Unis                      | Homme politique américain. | 77                           |        |
| 28 janvier  | Sloan Doak                        | Drapeau des États-Unis                      | Cavalier américain de concours complet.                                                                                                   | 79                           |        |
| 28 janvier  | Jacques Hébertot                  | Drapeau de la France                        | Journaliste et directeur de théâtre français.                                                                                             | 84                           |        |
| 28 janvier  | José Linhares                     | Drapeau du Brésil                           | Homme d'État brésilien. | 70                           |        |
| 28 janvier  | Sam McDaniel                      | Drapeau des États-Unis                      | Acteur américain. | 76                           |        |
| 28 janvier  | Georges Painvin                   | Drapeau de la France                        | Cryptographe et industriel français. | 93                           |        |
| 28 janvier  | Otto Tangen                       | Drapeau de la Norvège                       | Coureur norvégien du combiné nordique. | 70                           |        |
| 28 janvier  | Hidetsugu Yagi                    | Drapeau du Japon                            | Ingénieur électricien japonais. | 89                           |        |
| 29 janvier  | Bill Barnard                      | Drapeau de la Nouvelle-Zélande              | Homme politique néo-zélandais. | 72                           | (en)   |
| 29 janvier  | William Graham                    | Drapeau de l'Irlande                        | Hockeyeur sur gazon irlandais. | 61                           |        |
| 29 janvier  | Joseph-Jean Heintz                | Drapeau de la France                        | Évêque catholique français. | 72                           |        |
| 29 janvier  | Alfred Junge                      | Drapeau de l'Allemagne                      | Chef décorateur et directeur artistique allemand.                                                                                         | 78                           |        |
| 29 janvier  | Alexander Kolowrat-Krakowsky      | Drapeau de l'Autriche                       | Producteur de cinéma autrichien. | 41                           |        |
| 29 janvier  | Arthur Lowe                       | Drapeau du Royaume-Uni                      | Joueur de tennis britannique. | 70                           |        |
| 30 janvier  | Alfonso Daniel Rodríguez Castelao | Drapeau de l'Espagne                        | Écrivain et homme politique espagnol. | 63                           |        |
| 30 janvier  | Annibale Comessatti               | Drapeau de l'Italie                         | Mathématicien italien. | 59                           |        |
| 30 janvier  | Claud O'Donnell                   | Drapeau de l'Australie                      | Joueur de rugby australien. | 67                           |        |
| 30 janvier  | Israël Shohat                     | Drapeau d’Israël                            | Homme politique israélien. | 75                           |        |
| 30 janvier  | Furcie Tirolien                   | Drapeau de la France                        | Homme politique français. | 95                           |        |
| 31 janvier  | Janka Boga                        | Drapeau de la Hongrie                       | Écrivaine et pédagogue hongroise. | 77                           |        |
| 31 janvier  | Jacques Le Cann                   | Drapeau de la France                        | Écrivain français. | 86                           |        |
| 31 janvier  | Alfonso López Pumarejo            | Drapeau de la Colombie                      | Homme d'État colombien. | 73                           |        |
| 31 janvier  | Marguerite Thibert                | Drapeau de la France                        | Militante féministe et haute fonctionnaire française.                                                                                     | 96                           |        |
| 31 janvier  | George Neville Watson             | Drapeau du Royaume-Uni                      | Mathématicien britannique. | 79                           |        |